# Apologize
Apologize е поп песен на групата OneRepublic, част от техния дебютен албум Dreaming Out Loud. Ремиксът на песента е продуциран от Тимбаленд.

## Списък с песните
CD Сингъл
1. Apologize (Remix) (Радио версия)
2. Apologize (Remix) (Албум версия)
3. Give It to Me (Laugh at 'Em) (Радио версия)
4. Give It to Me (Laugh at 'Em)

UK CD Сингъл
1. Apologize (Remix) (Албум версия)
2. Give It to Me (Laugh at 'Em) (Радио версия)